# 71: В огне
«71: В огне» (кор. 포화 속으로) — военная драма, поставленная режиссёром Ли Джэ Ханом. Фильм посвящён событиям 11 августа 1950 года, когда в ходе битвы у Пхохана отряд из студентов в течение одиннадцати часов удерживал здание пхоханской средней школы для девочек и задержал наступление превосходящих сил противника. Погибли 48 из 71 защитников.
Показ в южнокорейских кинотеатрах начался 16 июня 2010 года. 14 марта 2011 года фильм вышел на DVD и Blu-ray компании Cine Asia.

## Сюжет
8 августа 1950 года. Южнокорейские военные с боями покидают Йондок. Командир подошедшего к полю битвы передового отряда 766-го отдельного северокорейского полка Пак Му Ран приказывает своим людям пойти на общий штурм города. Лавина северокорейских солдат рвётся вперёд, сметая всё перед собой; южнокорейским грузовикам, набитым уцелевшими, удаётся уйти в Пхохан. В одном из них уезжает студент — доброволец О Джан Бом.
Капитан Кан Сок Дэ является в штаб, размещённый в пхоханской школе для девочек и требует разъяснений, генерал заявляет ему, что главным рубежом обороны станет река Нактонган. Пхохан не имеет стратегического значения, тем не менее, генерал приказывает капитану Кану оставить там отряд студентов-новобранцев. Кан замечает О Джан Бома бывшего с ним в бою от 8 августа и приказывает ему возглавить студенческий отряд. Студенты занимают школу и готовятся к обороне. Нарастает конфликт между уголовником Ку Кап Цо, выдающим себя за студента и командиром отряда О Джан Бомом. Тем временем Пак приказывает своим людям переплыть через реку. Ночью происходит перестрелка между разведдозором северокорейцев и студентами. На следующий день студенты, преследующие северокорейского лазутчика, посреди пшеничного поля натыкаются на отряд автоматчиков, после ожесточённой перестрелки северокорейцы отходят. Майор Пак привозит попавшего плен студента Чон Даль Ёна к школе и требует сдать ему Пхохан к 12 часам. Ку Кап Цо устраивает самосуд над Чон Даль Ёном. О Джан Бом прекращает самосуд, что выливается в драку с Ку Кап Цо. Уголовник и его друзья покидают отряд. Студенты провозглашают себя солдатами и энергично готовятся к битве.
Подошедшая колонна северокорейцев попадает под миномётный огонь студентов. Разъярённый Пак отдаёт приказ о штурме школы. Студенты отбиваются, один из них подрывается вместе с северокорейским бронетранспортёром, другой бросается с минами под траки северокорейского танка. В разгар боя к друзьям прорываются Ку Кап Цо и его друзья, угнавшие набитый оружием северокорейский грузовик. Северокорейцы врываются в школу, О Джан Бом и Ку Кап Цо отстреливаются на крыше из пулемётов. Подошедший на помощь отряд капитана Кан Сок Дэ наносит внезапный удар с тыла. Пак видит, что сражение проиграно, но заходит в школу, самолично пристреливая оставшихся в живых студентов. Он убивает Ку Кап Цо и собирается добить ранившего его О Джан Бома. Подоспевший Кан убивает северокорейца и просит прощения у жестоко израненного О Джан Бома.

## В ролях
- Чха Сын Вон — майор Пак Му Ран
- Квон Сан У — Ку Кап Цо
- Чхве Сын Хён — командир О Джан Бом
- Ким Сын У — капитан Кан Сок Дэ
- Ким Сан Рюн — мать О Джан Бома
- Пак Джин Хи — медсестра
- Рональд Б. Роман — генерал-майор армии США Джон Чёрч

## Производство
Первоначальное название фильма было: «71», затем оно сменилось на «В огонь». Съёмки фильма начались 1 декабря 2009 года при поддержке министерства обороны Южной Кореи и закончились 13 апреля 2010 года.
Актёр Чхве Сын Хён, который впервые снимался в фильме о войне, в ходе съёмок получил повреждение роговицы глаза и был доставлен в больницу. Доктор, осматривавший глаз, сказал, что царапина, будь она чуть глубже, грозила утратой зрения. Актёр продолжил съёмки, хотя ему пришлось носить защитные линзы, которые доставляли боль каждый раз, когда он открывал глаза.

## Прокат
Фильм вышел на экраны в южнокорейских кинотеатрах 16 июня 2010 года. Кассовые сборы составили 20 967 660 долларов. За время проката фильм удостоился 3 358 960 просмотров, что вывело его на 6-е место в мире среди самых посещаемых фильмов 2010 года.

## Награды
- Приз жюри фестиваля фильмов 2010 года в Инчхоне.
- 2010 Grand Bell Awards: Korean Wave Popularity Award (Чхве Сын Хён)
- 2010 Blue Dragon Film Awards в номинации: лучший новый актёр (Чхве Сын Хён)
- 2011 PaekSang Arts Awards в номинациях: лучший новый актёр, наиболее популярный актёр (Чхве Сын Хён)